# Gușă roșie siberiană
Gușa roșie siberiană (Calliope Calliope) este o specie de pasăre paseriforme din familia Muscicapidae. Cuibărește în păduri mixte cu mult mesteacăn, salcie și vegetație scundă și adesea medă. Iernează în Asia de Sud Est. Cuibul este amplasat jos, în tufișuri sau smocuri de iarbă.

## Taxonomie
Gușa roșie siberiană a fost plasată anterior în genul Luscinia. Un studiu vast de filogenetică moleculară publicat în 2010 a constatat că Luscinia nu era monofiletică. Prin urmare, genul a fost împărțit și mai multe specii, inclusiv gușa roșie siberiană, au fost mutate în genul Calliope.
Calliope, care în greaca clasică înseamnă „cu voce frumoasă”, a fost una dintre muzele mitologiei grecești, a elocvenței și a poeziei eroice.

## Descriere

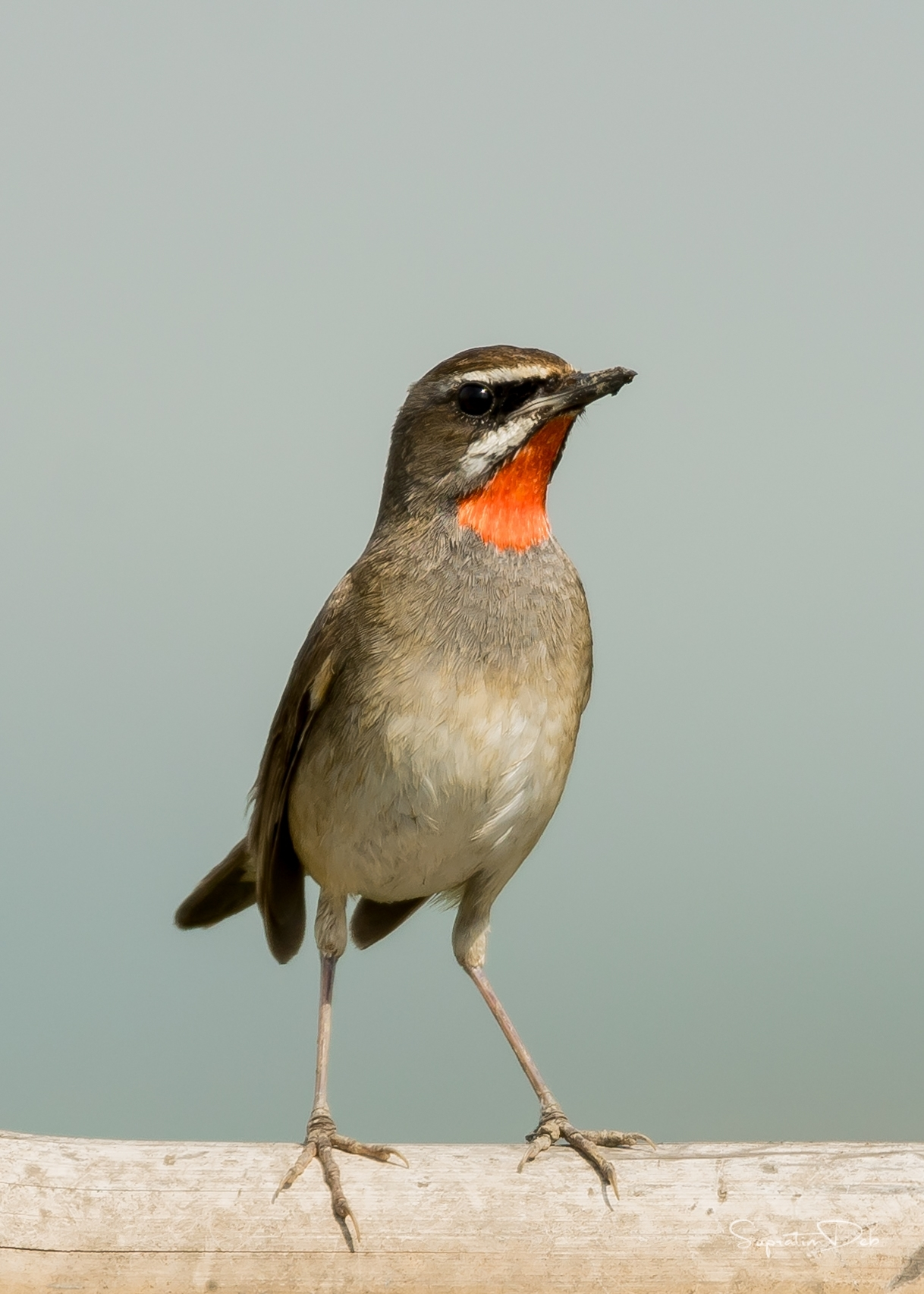
Calliope Calliope

Gușa roșie siberiană are o lungime de 14,5–16 cm lungime, picioare lungi și coada scurtă.
Emite un fluierat nervos ii-lu și un clinchet lingual „ciac”. Cântecul este ca un clipocit calm, asemenea silviei de zăvoi, dar cu note mai dure, mai joase și mai încordate.

## Galerie

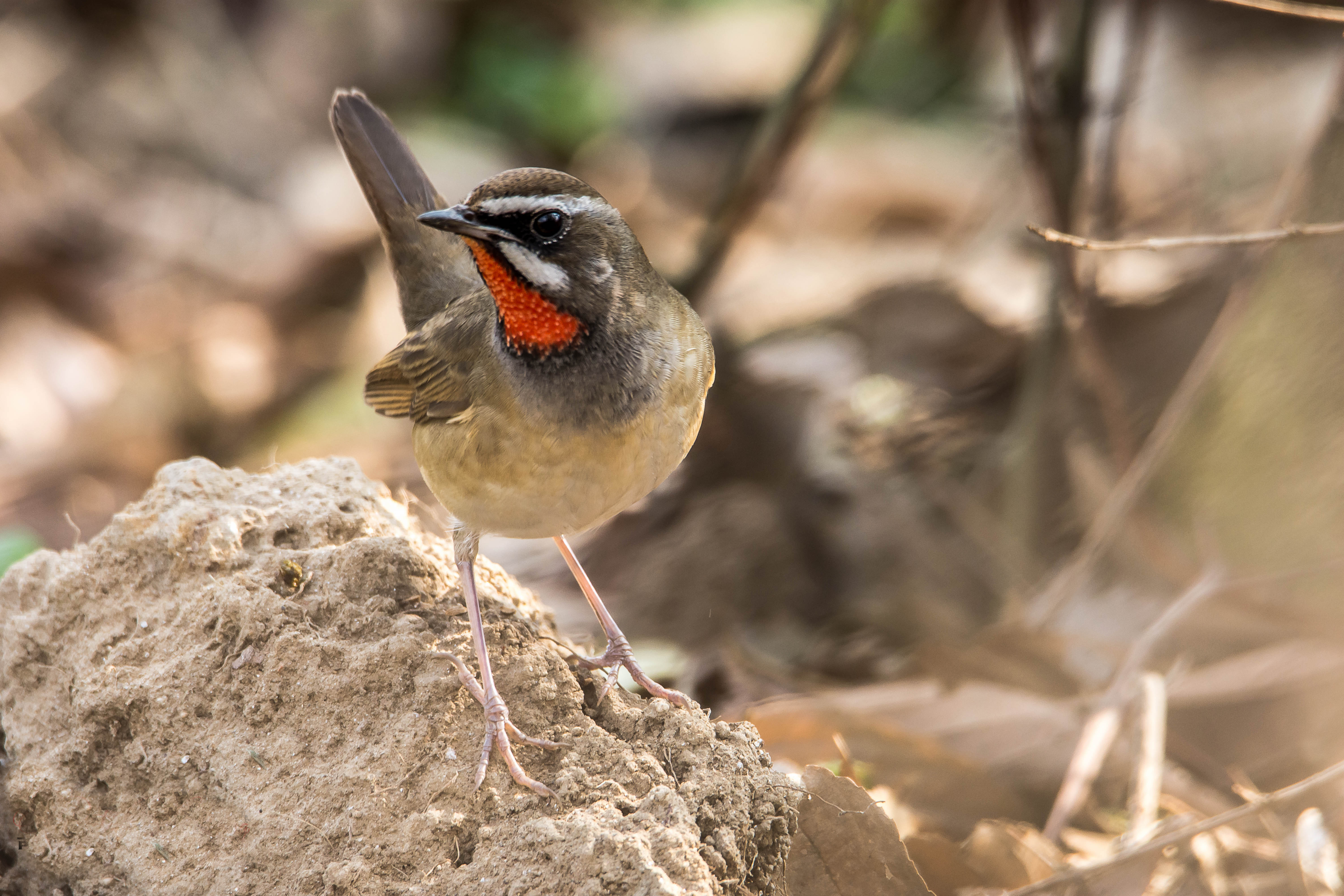
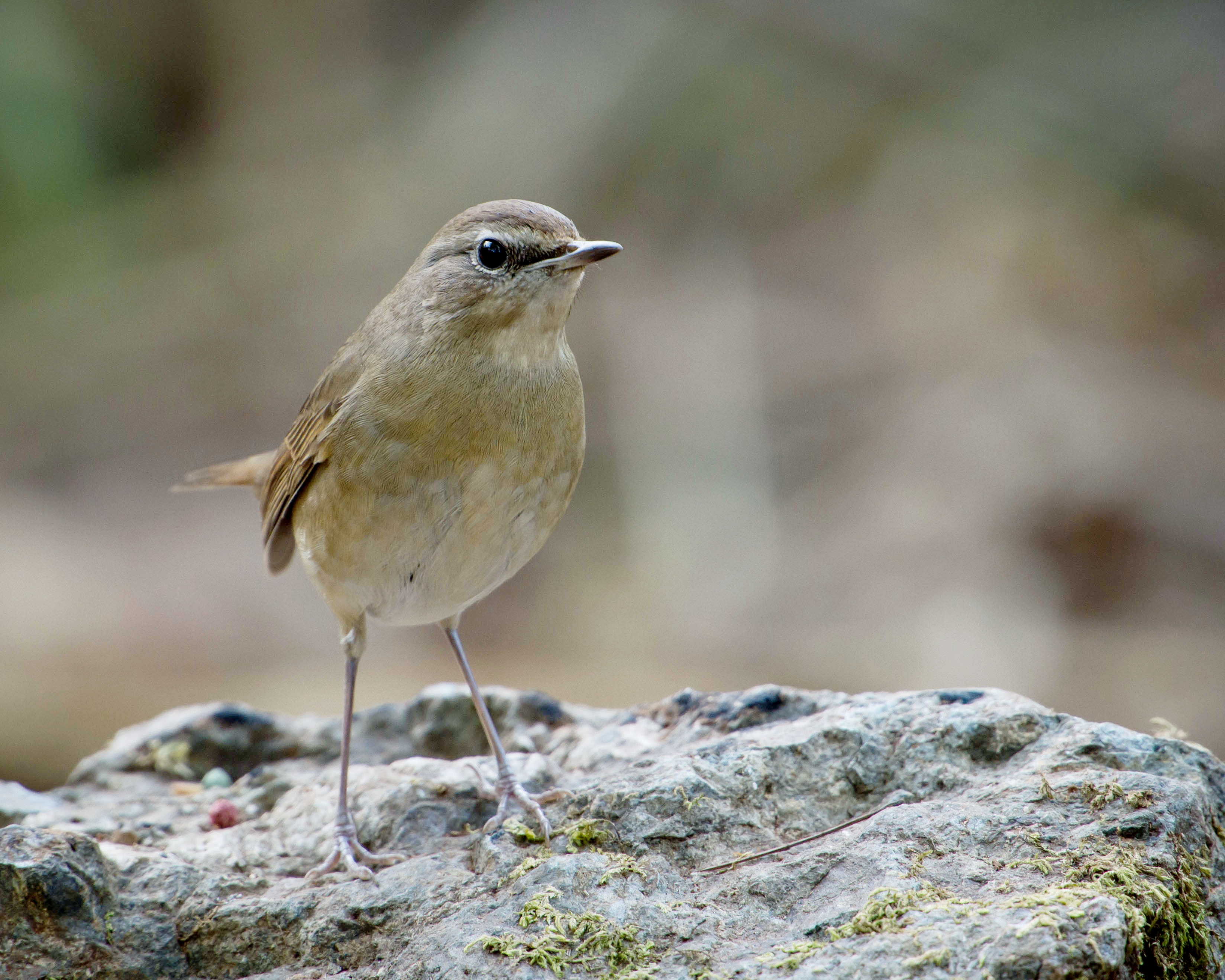
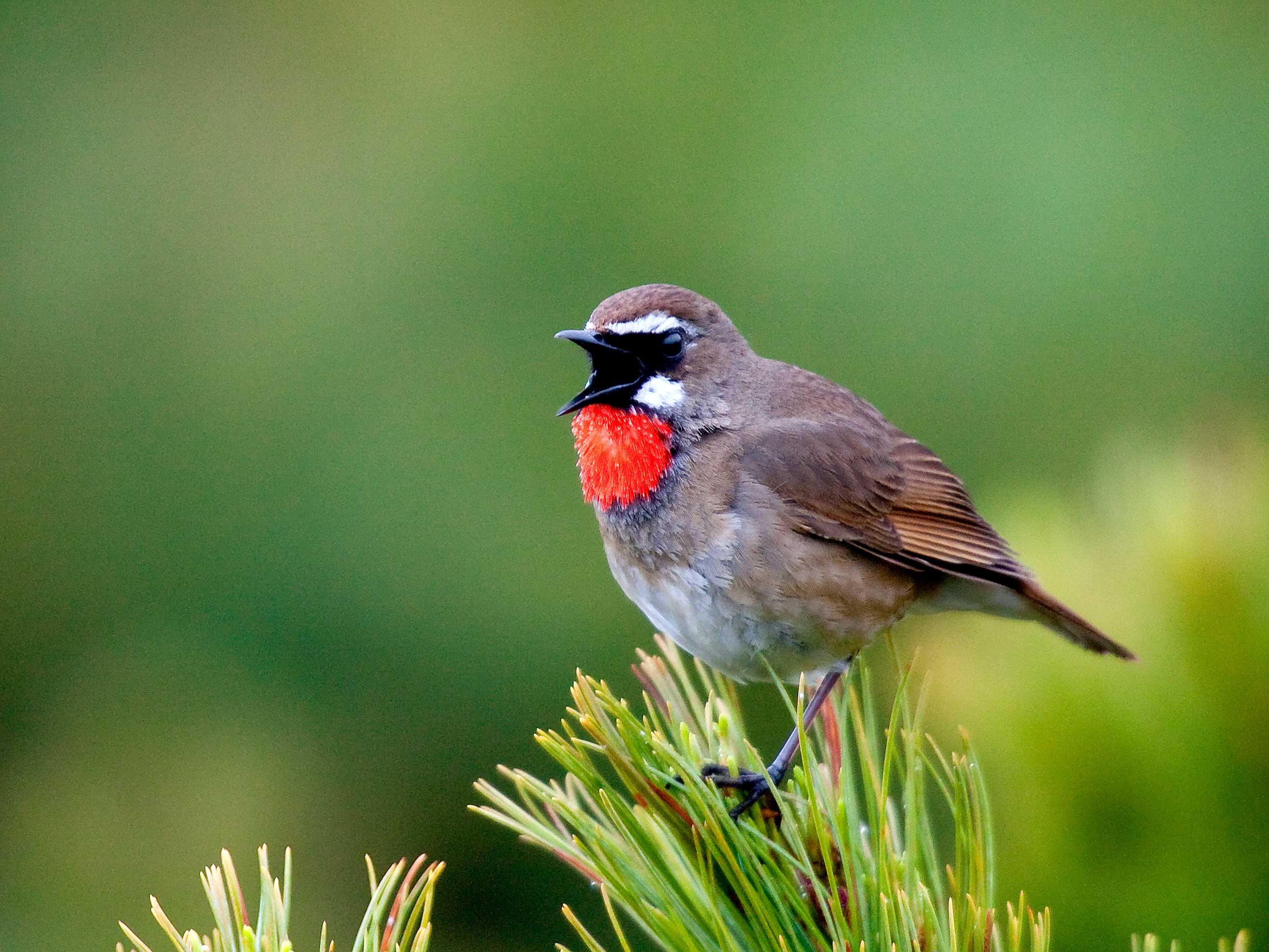
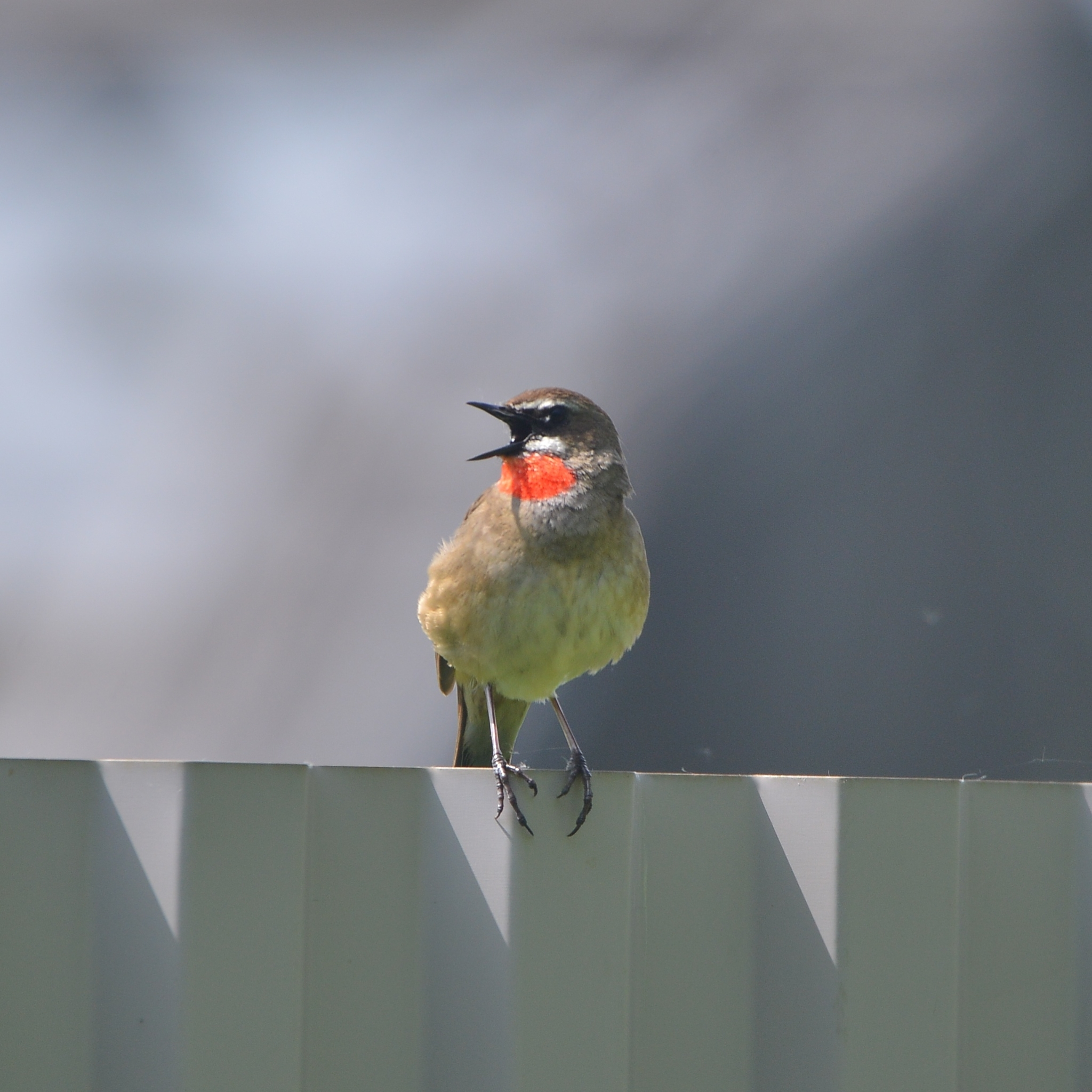
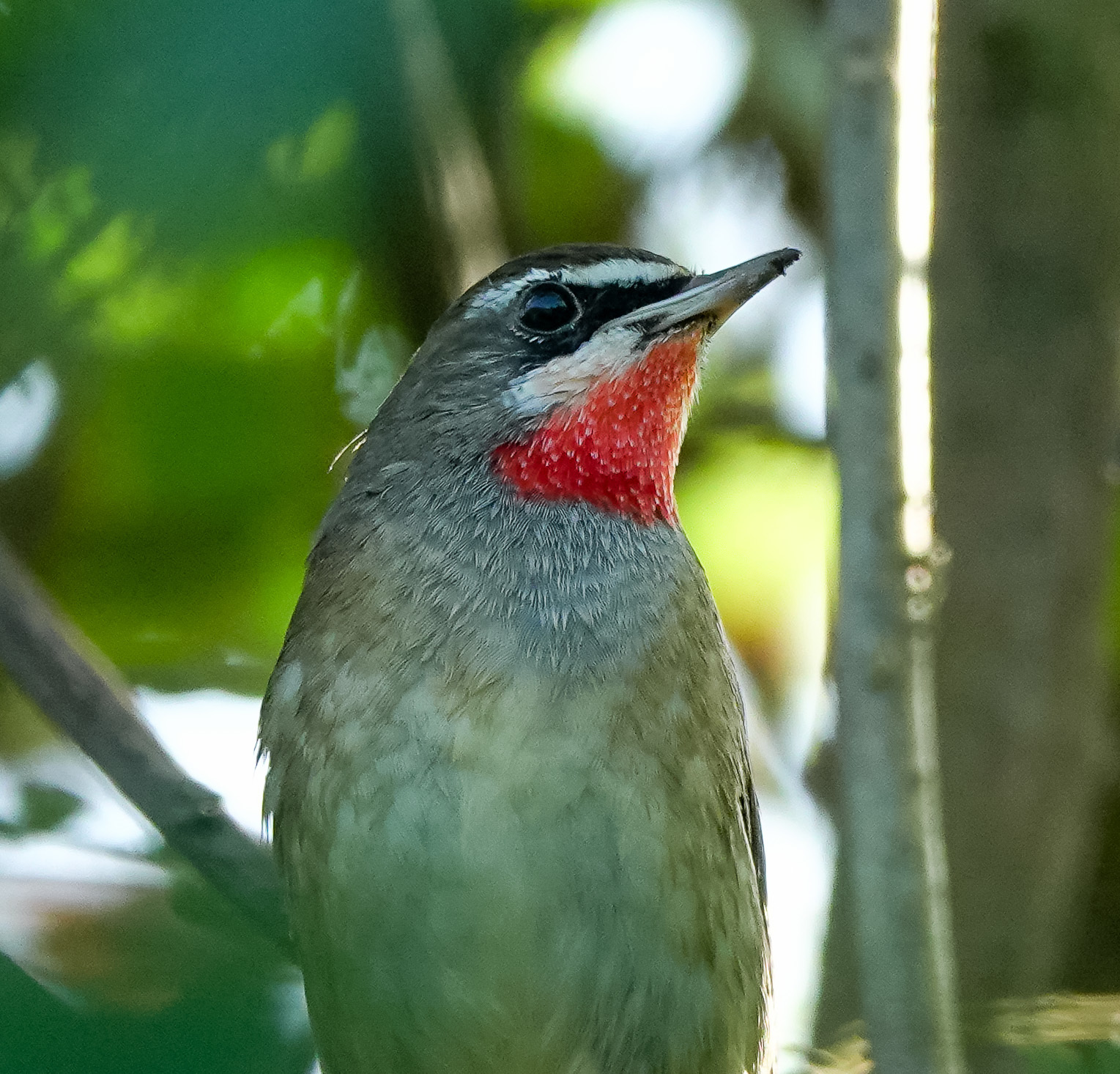
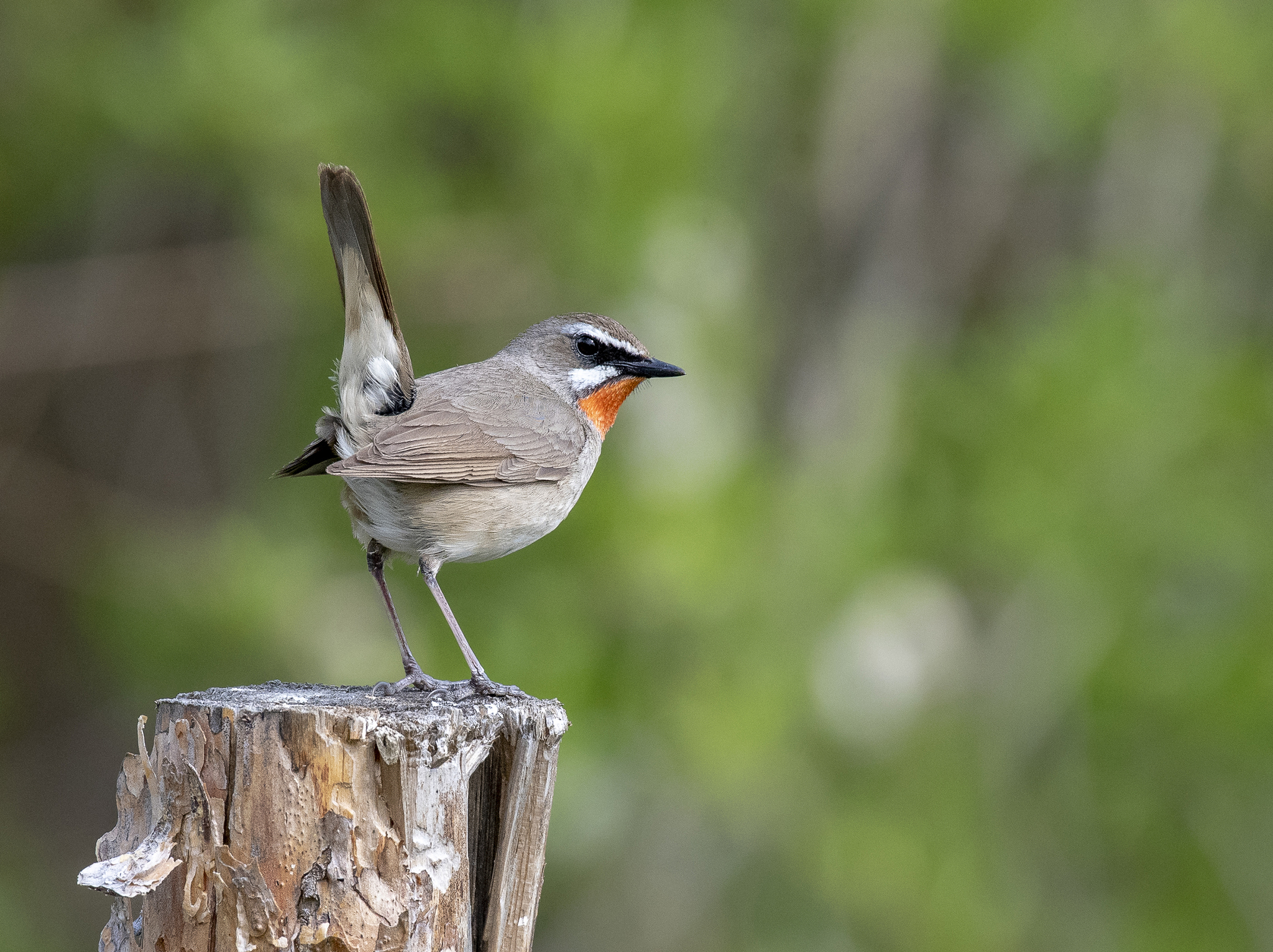